# Penn Nouth

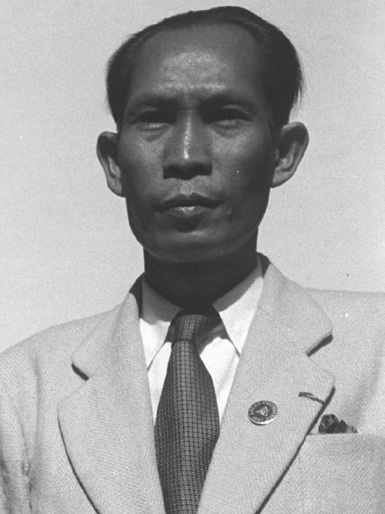
Penn Nouth (1947)

Samdech Penn Nouth (Khmer: សម្តេច ប៉ែន នុត; * 1. April 1906 in Phnom Penh, Kambodscha; † 18. Mai 1985 in Châtenay-Malabry, Département Hauts-de-Seine, Frankreich) war ein kambodschanischer Politiker der Demokratischen Partei (ក្រុមប្រជាធិបតេយ្យ) sowie Sozialistischen Volksgemeinschaft Sangkum (សង្គមរាស្ត្រនិយម), der zwischen 1948 und 1949, 1953, von 1954 bis 1955, 1958, 1961, zwischen 1968 und 1969 sowie zuletzt von 1975 bis 1976 Premierminister von Kambodscha war.

## Leben
Penn Nouth absolvierte er Ausbildung an der Verwaltungsschule und war anschließend in der französischen Kolonialverwaltung von Französisch-Indochina tätig. 1938 wurde er Mitarbeiter im französischen Kolonialministerium und übernahm nach seiner Rückkehr 1940 den Posten als Assistent des Palastministers am Hof von König Sisowath Monivong. 1945 war er für einige Zeit kommissarischer Finanzminister sowie anschließend von 1946 bis 1948 Gouverneur von Phnom Penh.
Als Nachfolger von Chhean Vam wurde Penn Nouth, der zu dieser Zeit Mitglied der Demokratischen Partei (ក្រុមប្រជាធិបតេយ្យ) war, am 15. August 1948 erstmals Premierminister und übte dieses Amt bis zum 21. Januar 1949, woraufhin am 12. Februar 1949 Yem Sambaur seine Nachfolge antrat. In seiner Regierung übernahm er zwischen 1948 und 1949 zugleich die Ämter als Innenminister sowie als Informationsminister. 1950 war er zeitweilig Verteidigungsminister. Am 24. Januar 1953 löste er Prinz Norodom Sihanouk ab und übernahm zum zweiten Mal das Amt des Premierministers, das er bis zu seiner Ablösung durch Chan Nak am 22. November 1953 innehatte. 1954 bekleidete er zeitweilig erneut das Amt des Finanzministers, ehe er am 18. April 1954 König Norodom Sihanouk abermals als Premierminister ablöste. Er verblieb auf diesem Amt bis zu seiner Ablösung durch Leng Ngeth am 26. Januar 1955 und war damit der erste Premierminister Kambodschas, nachdem Frankreich nach der Indochinakonferenz vom 26. April 1954 bis zum 20. Juli 1954 in Genf seine Kolonie Französisch-Indochina auflöste und Kambodscha in die staatliche Unabhängigkeit entließ.
Penn Nouth, dem im Januar 1956 der Ehrentitel Samdech verliehen wurde und der nunmehr der Sozialistischen Volksgemeinschaft Sangkum (សង្គមរាស្ត្រនិយម) angehörte, übernahm am 17. Januar 1958 von Ek Yi Oun zum vierten Mal das Amt des Premierministers. Dieses bekleidete er nunmehr bis zum 24. April 1958 und wurde dann durch Sim Var abgelöst. Zugleich übernahm er in seinem vierten Kabinett das Amt des Außenministers. Im Anschluss fungierte er zwischen 1958 und 1960 als Botschafter in Frankreich. Nach seiner Rückkehr wurde er am 28. Januar 1961 als Nachfolger von Pho Proeung erneut Premierminister und bekleidete das Amt bis zu seiner Ablösung durch Norodom Sihanouk am 17. November 1961. Dessen Kabinett gehörte er zwischen 1961 und 1962 als Innenminister an. Am 31. Januar 1968 übernahm er als Nachfolger von Son Sann wiederum das Amt des Premierministers und übte dieses bis zu seiner Ablösung durch Lon Nol am 14. August 1969 aus.
Nach dem Sturz König Norodom Sihanouks durch Premierminister Lon Nol am 18. März 1970 und dem Beginn des Bürgerkrieges blieb Penn Nouth loyaler Anhänger des Königs, der ins Exil nach Peking gegangen war. Dieser ernannte ihn 1970 zum Premierminister der Königlichen Exil-Regierung der Nationalen Union von Kampuchea GRUNK ((Gouvernement Royal d’Union Nationale du Kampuchéa)), wobei er allerdings Bedenken gegen die Verbindungen Sihanouks zur Roten Khmer hatte. Nach dem Niedergang der Khmer-Republik Lon Nols, dem Fall Phnom Penhs und der Gründung des Demokratischen Kampuchea kehrte er mit Norodom Sihanouk aus dem Exil zurück und bekleidete vom 17. April 1975 bis zu seiner Ablösung durch Khieu Samphan am 4. April 1976 abermals offiziell das Amt des Premierministers.